# Salzaspring
Koordinaten: 51° 31′ 48,8″ N, 10° 45′ 41,4″ O
Der Salzaspring oder auch die Salzaquelle ist eine Karstquelle am Südrand des Harzes in Nordhausen in Nordthüringen. Sie ist Thüringens stärkste Quelle und der Ursprung des Flusses Salza.

## Lage

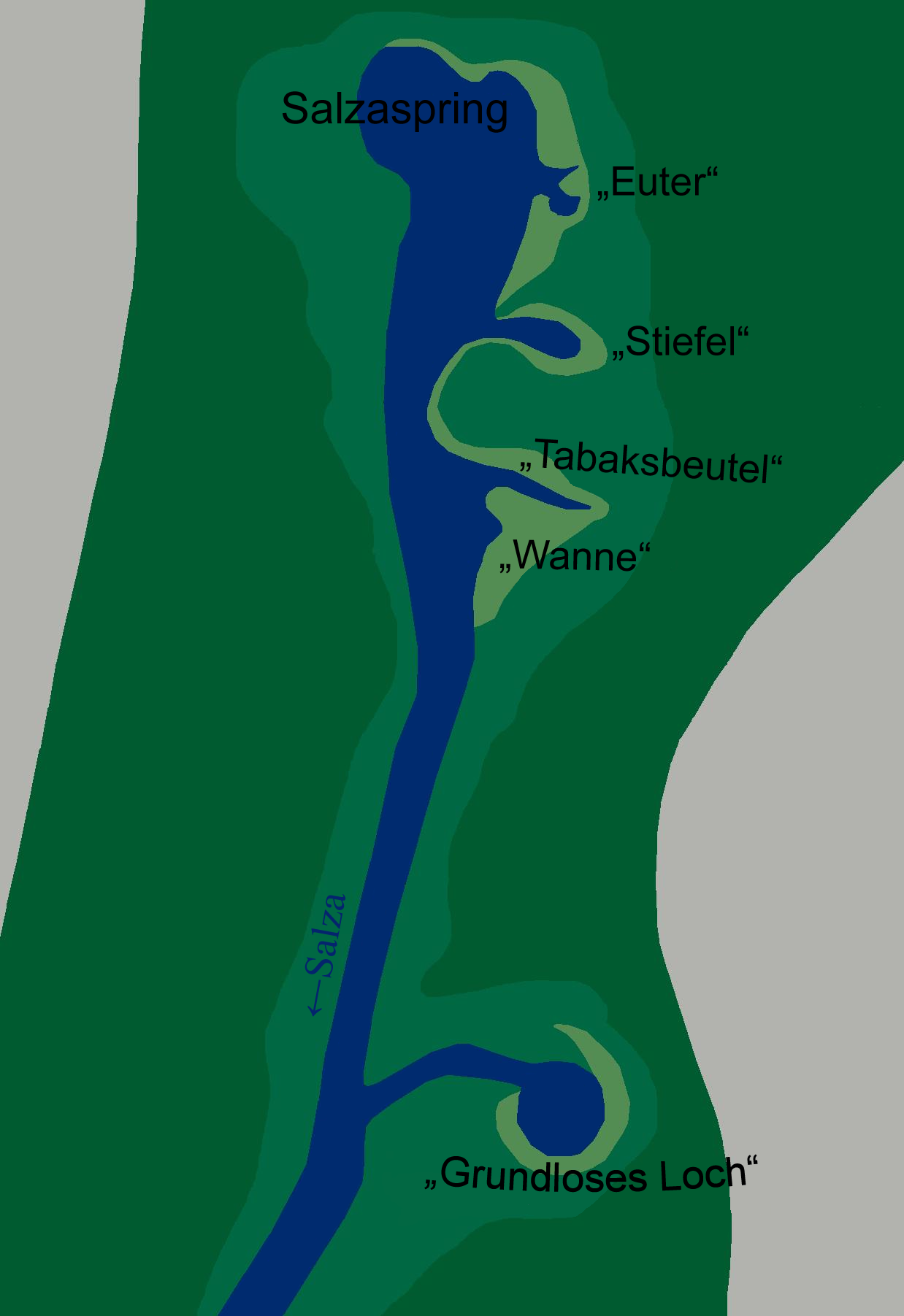
Übersichtskarte des Salzasprings

Der Salzaspring befindet sich zwischen den Stadtteilen Salza und Krimderode südlich der KZ-Gedenkstätte Mittelbau-Dora. Die abfließende, etwa 5,6 km lange Salza verläuft parallel zur Zorge und mündet in Niedersalza in die Helme.

## Daten
Die durchschnittliche Schüttung der Hauptquelle liegt bei 400 Liter pro Sekunde. Mit allen Nebenquellen, wie dem sogenannten Grundlosen Loch beträgt die Gesamtschüttung der Karstquellen 704 Liter pro Sekunde (213–1435 l/s). Die maximale Tiefe beträgt 70 Zentimeter, der Sulfatgehalt liegt bei 800 mg/l.

## Nebenquellen
Neben der Hauptquelle gibt es einige kleinere Nebenquellen. Der Euter, der Stiefel, der Tabaksbeutel und die Wanne. Alle speisen den Hauptquellteich. Das Grundlose Loch liegt etwas weiter südlich.

### Grundloses Loch

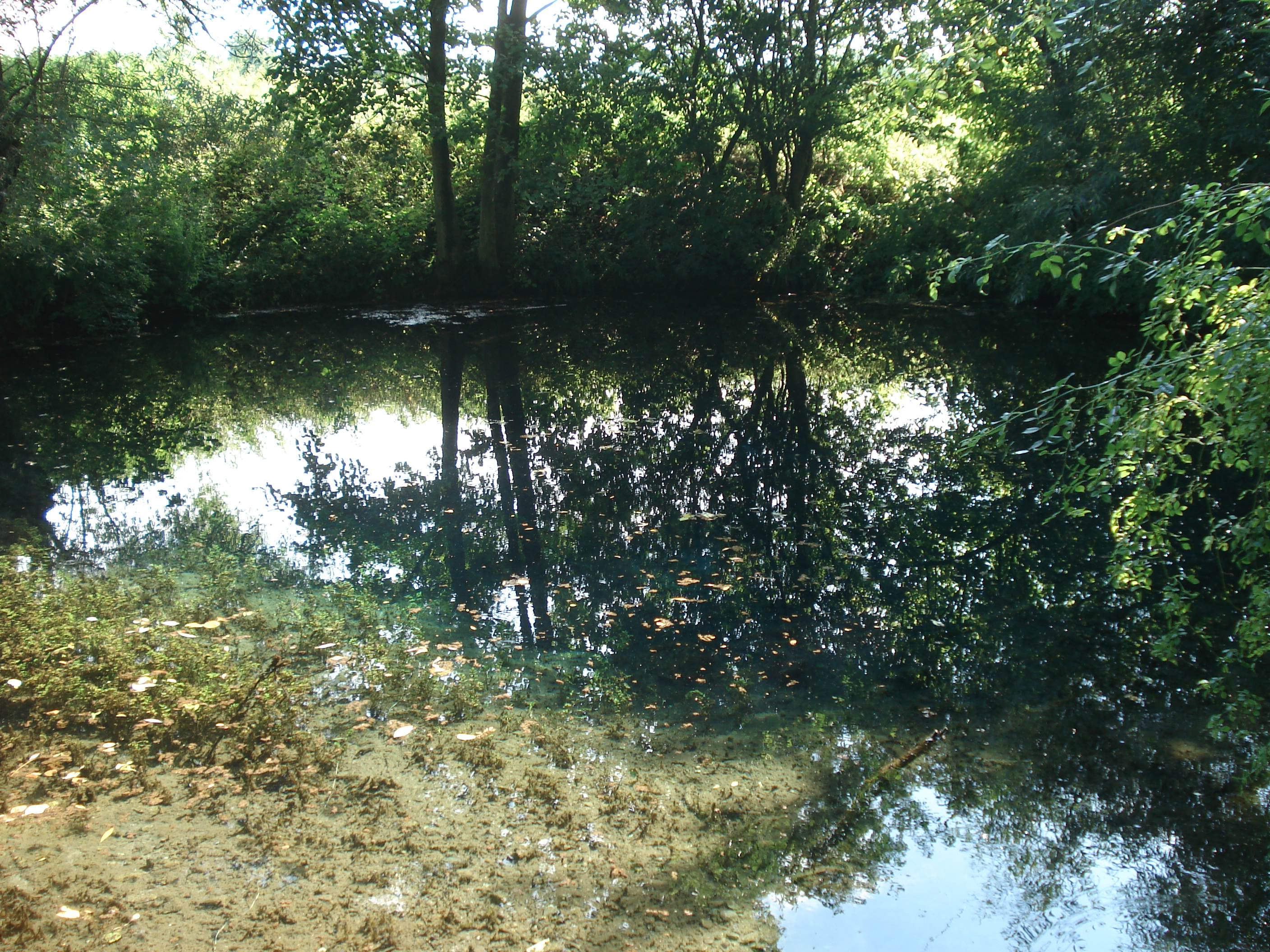
Das Grundlose Loch

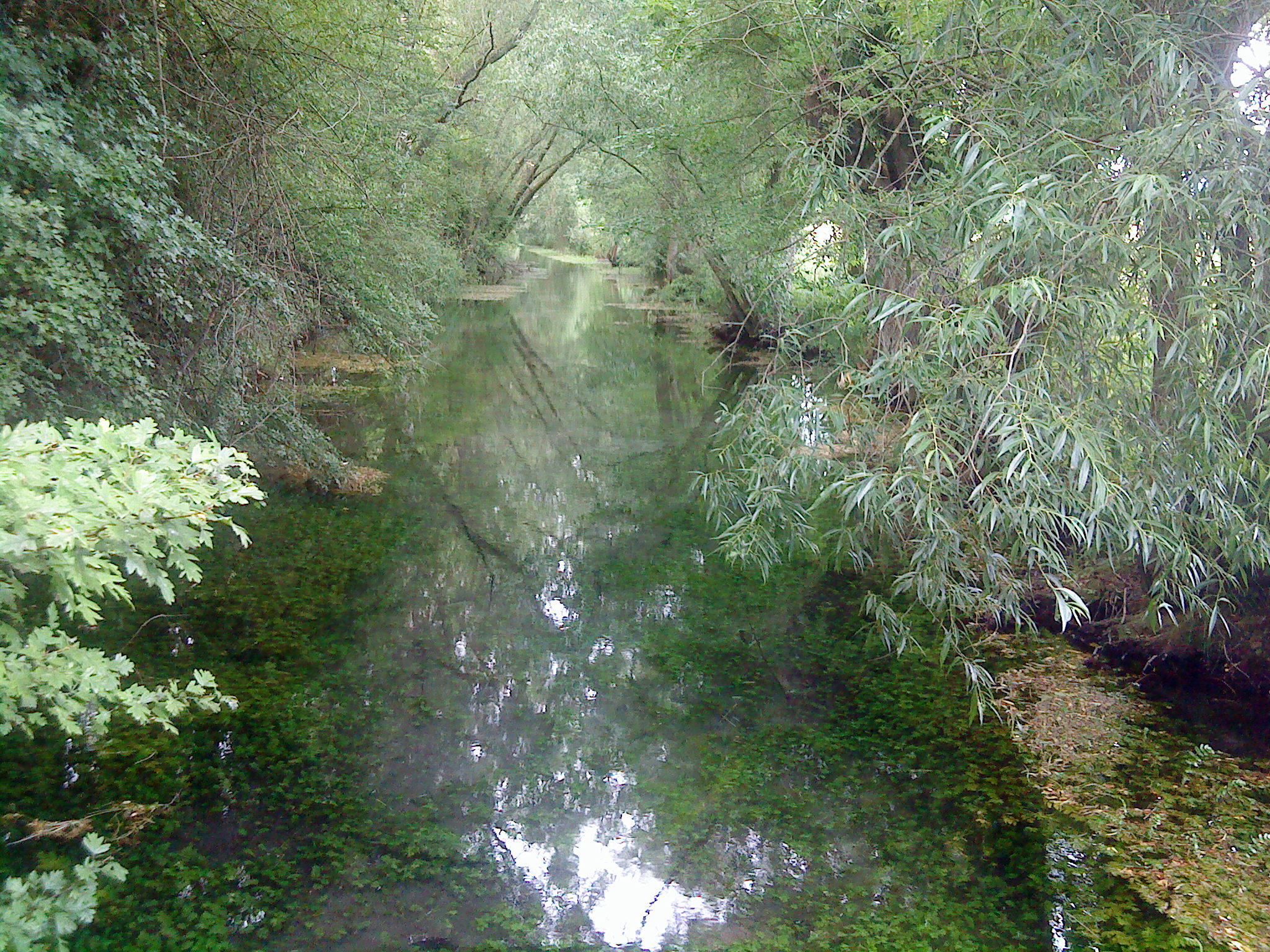
Die abfließende Salza

Das Wasser des Grundlosen Loches mündet nicht in den Hauptquellteich, sondern in die Salza. Es hat mit einem Sulfatgehalt von 1.211 mg/l den stärksten Karstwasseranteil der Salzaquellen. Seine mittlere Schüttung beträgt etwa 60 Liter pro Sekunde. Die kreisrunde Quelle ist eine 3,5 Meter tiefe Einsturzdoline und hat eine blau-grüne Farbe. Die durchschnittliche Temperatur des Quellwassers beträgt 10,1°C.

## Herkunft des Wassers
Die Herkunft des Wassers des Salzasprings ist bis heute wissenschaftlich nicht nachgewiesen worden. Alle Angaben stützen sich auf Vermutungen. Sein unterirdisches Einzugsgebiet wird bis in die Gegend von Tettenborn vermutet. Es ist anzunehmen, dass das Wasser der Karstquelle einerseits den vielen kleinen Schwindsystemen der näheren und weiteren Umgebung entstammt. Andererseits dürfte es sich zum großen Teil um wieder austretendes Wasser aus Flussversinkungen der Wieda und der Zorge handeln, die unter den Kohnstein und dessen Werra-Anhydrit hindurchfließen und hier wieder zu Tage treten. Die Wasserführung dieser Flüsse zeigt sich mit einmonatiger Verzögerung im Schüttungsverhalten des Salzasprings.